# 布雷迪 (內布拉斯加州)
布雷迪（英語：Brady）是位於美國內布拉斯加州林肯縣的村。

## 人口
根據2020年美國人口普查的數據，布雷迪的面積為0.85平方千米，皆為陸地。當地共有人口383人，而人口密度為每平方千米451人。